# Rhynchospora oligantha
Rhynchospora oligantha là loài thực vật có hoa trong họ Cói. Loài này được A.Gray miêu tả khoa học đầu tiên năm 1835.